# Arthur Lemisch
Arthur Lemisch (6. února 1865 Sankt Veit an der Glan – 29. října 1953 Sankt Veit an der Glan) byl rakouský politik německé národnosti z Korutan, na přelomu 19. a 20. století poslanec Říšské rady, v meziválečném období zemský hejtman Korutan.

## Biografie
Působil jako statkář. Byl aktivní v politice. Orientován byl jako liberál. V roce 1882 se podílel na formulování tzv. Lineckého programu, základního programového dokumentu rakouských Němců. Od roku 1896 byl poslancem Korutanského zemského sněmu.
Byl i poslancem Říšské rady (celostátního parlamentu Předlitavska), kam usedl ve volbách roku 1897 za kurii všeobecnou v Korutanech, obvod Klagenfurt, Ferlach atd. Mandát obhájil ve volbách roku 1901. Ve volebním období 1897–1901 se uvádí jako Dr. Arthur Lemisch, statkář, bytem Sankt Veit an der Glan.
Ve volbách roku 1897 kandidoval za Německou lidovou stranu. Coby kandidát Německé lidové strany se uvádí i ve volbách roku 1901.
Jeho politická kariéra vyvrcholila po první světové válce. Od 11. listopadu 1918 do 22. července 1921 zastával funkci zemského správce Korutan. V letech 1927–1931 pak byl zemským hejtmanem Korutan.